# Criquetot-l'Esneval

Criquetot-l'Esneval este o comună în departamentul Seine-Maritime, Franța. În 1 ianuarie 2022 avea o populație de 2.578 de locuitori.